# Ce que veulent les femmes animées
Ce que veulent les femmes animées est le dix-septième épisode de la vingt-quatrième saison de la série télévisée Les Simpson et le 525e épisode de la série. Il est diffusé pour la première fois le 14 avril 2013.

## Synopsis
Homer tente de sauver son mariage et tient enfin de vieilles promesses faites à Marge quand celle-ci commence à être exaspérée par son comportement. Pour cela, il va recevoir des conseils du chef d'un restaurant à sushis de Springfield. Pendant ce temps, après avoir vu le film Un tramway nommé Désir, Milhouse imite l'attitude de mauvais garçon de Marlon Brando pour séduire Lisa. Il sera aidé dans cette tâche par la nouvelle conseillère de l'école qui se trouve être la femme du chef qui vient en aide à Homer.